# 나카쓰야촌 (후쿠오카현)
나카쓰야촌(中津屋村)은 후쿠오카현 아사쿠라군에 있던 촌이다. 현재의 이즈카시, 지쿠젠정의 일부에 해당한다.

## 역사
- 1889년 4월 1일 - 정촌제 시행에 의해 야스군 나카쓰야촌이 성립하였다.
- 1896년 4월 1일 - 아사쿠라군이 되었다.
- 1908년 3월 20일 - 미네촌, 야스노촌과 합병해 야스촌이 신설하여 폐지되었다.

## 참고문헌
- 角川日本地名大辞典 40 福岡県
- 『市町村名変遷辞典』東京堂出版、1990年。